# Richard Richter (General, 1847)
Richard Karl Franz Richter (* 13. Oktober 1847 in Stettin; † 10. Juni 1914 in Hannover) war ein preußischer Generalleutnant.

## Leben
Richter war der Sohn eines Leutnants. Nach seiner Erziehung im elterlichen Hause besuchte er die Kadettenhäuser in Kulm sowie in Berlin und trat am 18. April 1865 als Sekondeleutnant in das 2. Pommersche Grenadier-Regiment (Colberg) Nr. 9 der Preußischen Armee in Stargard ein. Im Jahr darauf nahm Richter während des Krieges gegen Österreich an der Schlacht bei Königgrätz teil, wurde leicht verwundet und mit dem Kronen-Orden IV. Klasse mit Schwertern ausgezeichnet.
Von Mitte Juni 1869 bis Ende Juni 1871 folgte seine Kommandierung als Erzieher zum Kadettenhaus Potsdam und ab Ende Juli 1871 war er als Adjutant des Ersatz-Bataillons tätig. In dieser Eigenschaft avancierte Richter Anfang März 1872 zum Premierleutnant und diente vom 17. März 1873 bis zum 10. Januar 1876 als Adjutant des Füsilier-Bataillons. Anschließend wurde er als Adjutant der 17. Infanterie-Brigade nach Glogau kommandiert und unter Belassung in dieser Stellung Ende April 1877 in das 8. Pommersche Infanterie-Regiment Nr. 61 versetzt. Richter stieg Ende Juli 1877 zum überzähligen Hauptmann auf und trat Mitte Januar 1878 mit der Ernennung zum Kompaniechef im 1. Hannoverschen Infanterie-Regiment Nr. 74 in den Truppendienst zurück. Daran schloss sich ab Ende März 1887 eine Verwendung im 4. Westfälischen Infanterie-Regiment Nr. 17 an. Am 17. April 1888 wurde Richter dem Regiment als überzähliger Major aggregiert und am 16. August 1889 zum Kommandeur des IV. Bataillons im Infanterie-Regiment Nr. 129 ernannt. Mit der Bildung des Infanterie-Regiments Nr. 140 trat er mit seinem Bataillon am 1. April 1890 zu diesem Verband über, das sich dort zum III. Bataillon formierte. Am 26. November 1892 folgte seine Ernennung zum Kommandeur des Jäger-Bataillons „Graf Yorck von Wartenburg“ (Ostpreußisches) Nr. 1 in Ortelsburg und Ende März 1893 stieg er zum Oberstleutnant auf. Ab dem 20. Mai 1896 war er als Oberst Kommandeur des Infanterie-Regiments Nr. 128 in Danzig und anschließend ab dem 15. Juni 1899 als Generalmajor Kommandeur der 17. Infanterie-Brigade in Glogau. Mit der Beförderung zum Generalleutnant wurde Richter am 12. September 1902 Kommandeur der in Straßburg stationierten 31. Division. Als solcher erhielt er anlässlich des Ordensfestes im Januar 1904 den Stern zum Roten Adlerorden II. Klasse mit Eichenlaub. In Genehmigung seines Abschiedsgesuches wurde Richter am 10. April 1905 mit der gesetzlichen Pension zur Disposition gestellt.
Nach seiner Verabschiedung verlieh ihm Wilhelm II. in Würdigung der langjährigen Verdienste den Kronen-Orden I. Klasse mit Schwertern am Ringe. Seinen Lebensabend verbrachte Richter in Hannover.